# Gunong Meulinteung
Gunong Meulinteung is een bestuurslaag in het regentschap Aceh Jaya van de provincie Atjeh, Indonesië. Gunong Meulinteung telt 171 inwoners (volkstelling 2010).